# Лапін Віктор Іванович
Віктор Іванович Ла́пін (14 жовтня 1923, Золотарівка — 23 вересня 1984, Миколаїв) — український радянський художник; член Спілки радянських художників України з 1964 року.

## Біографія
Народився 14 жовтня 1923 року в селі Золотарівці (нині Охтирський район, Сумська область, Україна) в сім'ї службовців. У 1937 році три місяці навчався основам образотворчого мистецтва у професора ВХУТЕМАСу Георгія Ряжськогой у Москві. З початком німецько-радянської війни направлений в авіаційно-технічне училище в місті Вольську. Після його закінчення отримав спеціальність механіка бойових літаків, проходив службу на Ленінградському фронті. Мав військове звання старшини. Нагороджений орденом Червоної Зірки (14 жовтня 1944), медаллю «За перемогу над Німеччиною» (9 травня 1945). Член ВКП(б) з 1951 року.
Протягом 1948—1954 років навчався у Харківському художньому інституті, був учнем Григорія Томенка, Петра Котова. Дипломна робота — картина «На світанку», демонструвалася в Москві на III огляді студентських робіт і була придбана одним із художніх музеїв столиці. Протягом 1960—1970-х років викладав у Харківському художньому училищі. Був членом правління Харківської організації Спілки художників України, головою правління Харківського художнього фонду, членом правління Республіканського художнього фонду, головою правління Миколаївської організації Спілки художників України. Жив у Миколаєві в будинку на проспекті Леніна № 96, квартира № 21. Помер в Миколаєві 23 вересня 1984 року.

## Творчість
Працював в галузі станкового живопису та графіки. Створював портрети, натюрморти, пейзажі, історичні тематичні картини у реалістичному стилі. Серед робіт:
живопис
- «Автопортрет» (1950);
- «Після польотів» (1955—1958);
- «Льотчик» (1956, картон, олія);
- «У жовтневі дні» (1959—1963);
- «Дружина» (1961);
- «Серед друзів: Т. Шевченко, М. Чернишевський, М. Некрасов» (1963—1964);
- «Льотчиця-спортсменка В. Турсунходжаєва» (1965, картон, олія);
- «Перекур» (1965—1967);
- «Після штурму» (1969);
- «Портрет Героя Соціалістичної Праці П. Щербакова» (1971);
- «Білий бузок» (1972);

графіка
- «Карл Маркс і Фрідріх Енгельс за роботою» (1955, кольорова літографія);
- «До польоту» (1955, папір, літографія);
- «Польовий аеродром» (1956, кольорова літографія);
- «Портрет генерал-майора В. М. Абрамова» (1956, папір, літографія);
- «Кріпосний Паганіні. Т. Шевченко на поромі слухає гру кріпосного скрипаля, повертаючись із заслання» (1961);
- «По ленінських місцях» (1969—1970, офорт).

Брав участь у всеукраїнських виставках з 1955 року, всесоюзних — з 1958 року, зарубіжних — з 1956 року (роботи експонувалися в Болгарії, Канаді, Польщі та Японії). Персональні виставки відбулися у Миколаєві 1973 року, Харкові 1983 року, Києві 1985 року (посмертна).
Деякі картини зберігаються у Національному музеї Тараса Шевченка, Ставищенському краєзнавчому музеї.